# Washington Township (Northumberland County, Pennsylvania)
Washington Township ist eine Township im Northumberland County und damit eine von 22 Townships mit diesem Namen in Pennsylvania, Vereinigte Staaten. Das U.S. Census Bureau hat bei der Volkszählung 2020 eine Einwohnerzahl von 753 ermittelt.

## Geographie

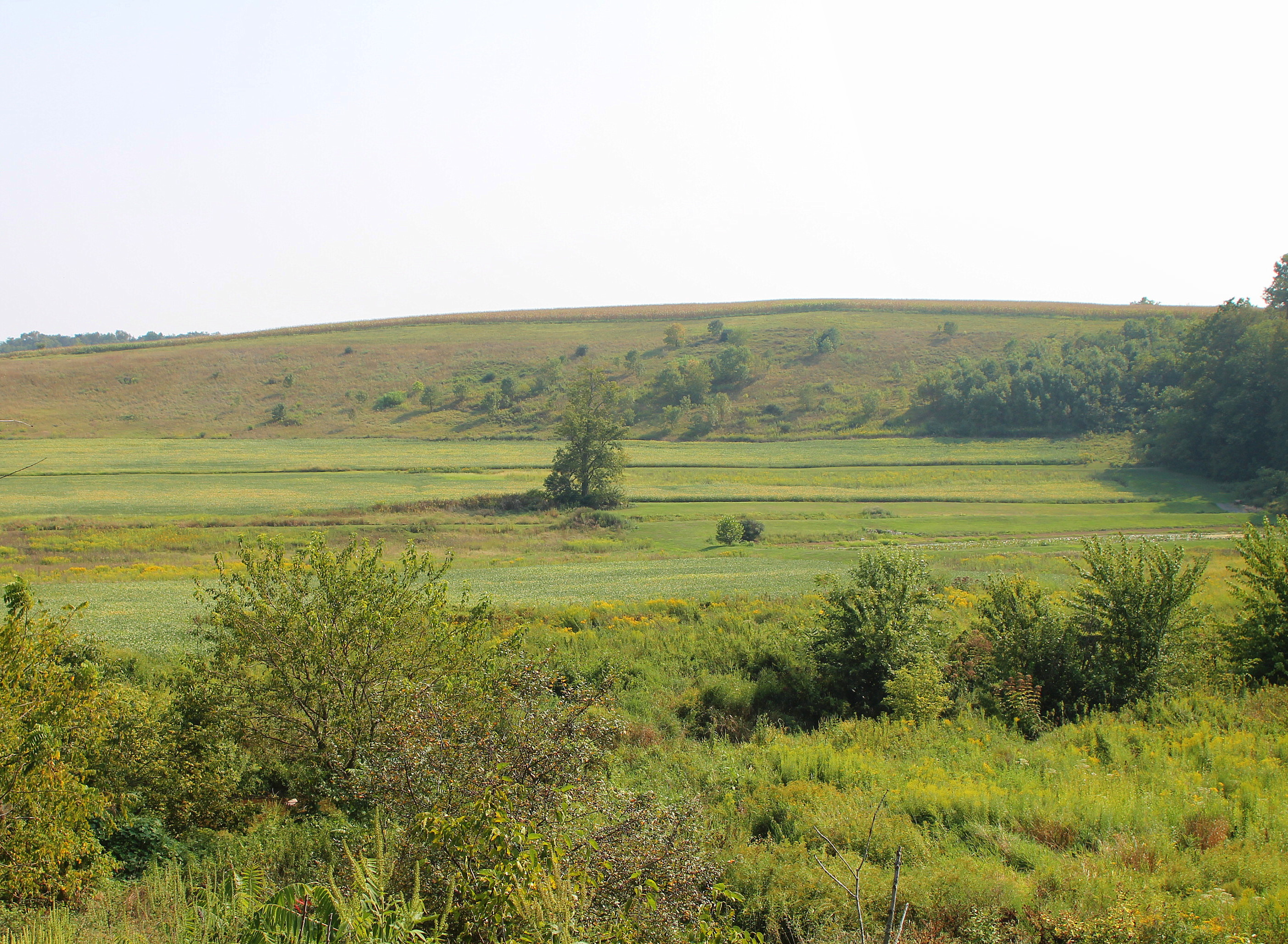
Felder und Berge in der Washington Township

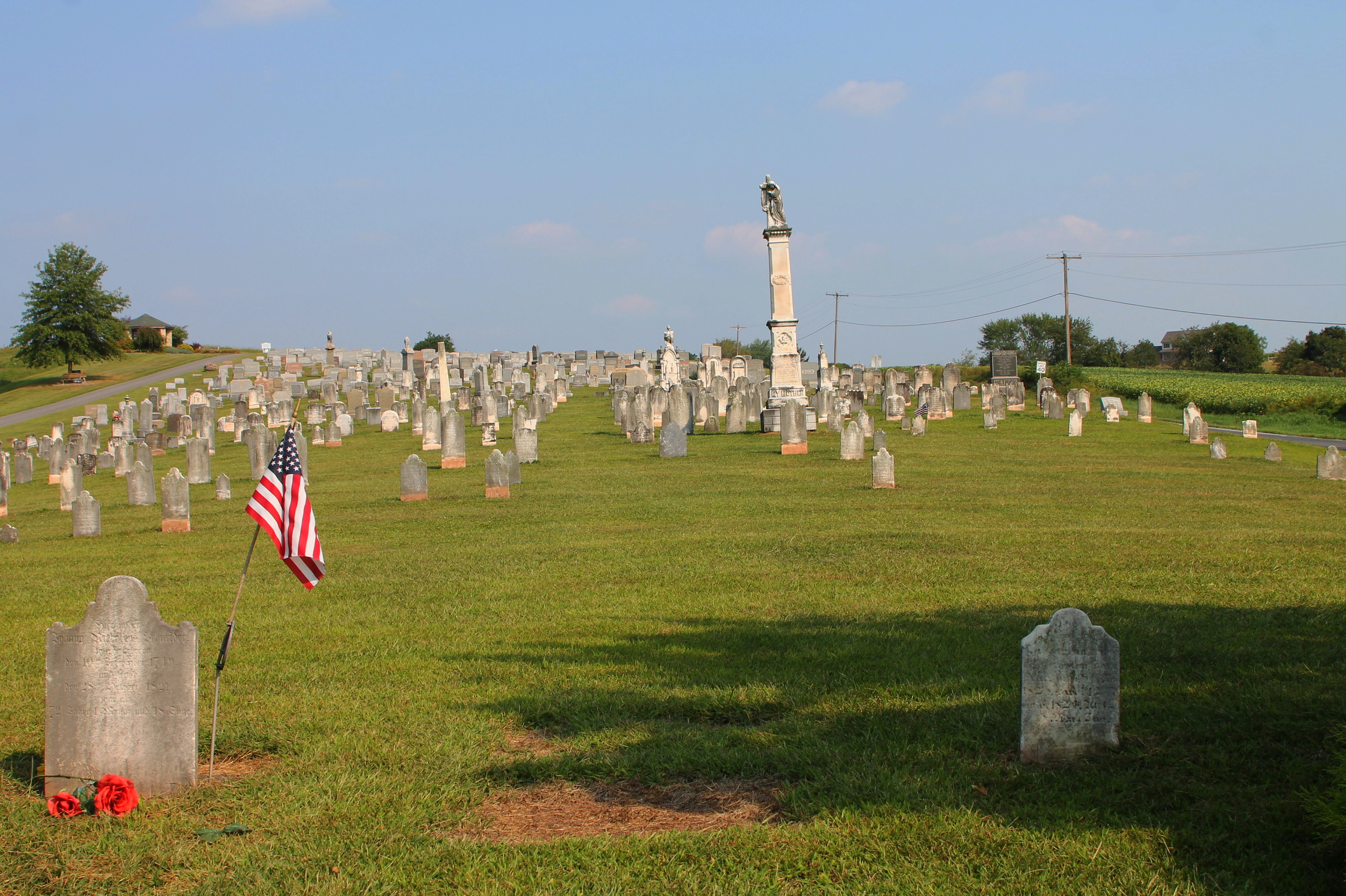
Himmel’s Cemetery, Washington Township

Nach den Angaben des United States Census Bureaus hat die Township eine Fläche von 46,9 km², und es gibt keine nennenswerten Gewässerflächen.
Die Washington Township grenzt (im Uhrzeigersinn) im Norden an die Little Mahanoy Township und die West Cameron Township, im Osten an die Upper Mahanoy Township und im Süden an die Jordan Township. Im Westen grenzt die Washington Township an die Jackson Township.
Die natürlichen Grenzen der Township sind im Norden der Line Mountain und im Süden zur Jordan Township hin der Hooflander Mountain. Entwässert wird die Township durch den Schwaben Creek und dessen Zufluss Middle Creek.

## Geschichte
Die Himmel’s Church Covered Bridge über den Schwaben Creek wurde 1979 in das National Register of Historic Places aufgenommen.

## Demographie
Zum Zeitpunkt des United States Census 2000 bewohnten Washington Township 660 Personen. Die Bevölkerungsdichte betrug 14,1 Personen pro km². Es gab 283 Wohneinheiten, durchschnittlich 6,0 pro km². Die Bevölkerung Washington Townships bestand zu 99,70 % aus Weißen, 0 % Schwarzen oder African American, 0 % Native American, 0 % Asian, 0 % Pacific Islander, 0,15 % gaben an, anderen Ethnien anzugehören und 0,15 % nannten zwei oder mehr Ethnien. 0,15 % der Bevölkerung erklärten, Hispanos oder Latinos jeglicher Ethnie zu sein.
Die Bewohner Washington Townships verteilten sich auf 263 Haushalte, von denen in 30,4 % Kinder unter 18 Jahren lebten. 65,4 % der Haushalte stellten Verheiratete, 6,8 % hatten einen weiblichen Haushaltsvorstand ohne Ehemann und 24,3 % bildeten keine Familien. 21,3 % der Haushalte bestanden aus Einzelpersonen und in 14,8 % aller Haushalte lebte jemand im Alter von 65 Jahren oder mehr alleine. Die durchschnittliche Haushaltsgröße betrug 2,51 und die durchschnittliche Familiengröße 2,94 Personen.
Die Bevölkerung verteilte sich auf 23,3 % Minderjährige, 6,1 % 18–24-Jährige, 26,7 % 25–44-Jährige, 27,6 % 45–64-Jährige und 16,4 % im Alter von 65 Jahren oder mehr. Der Median des Alters betrug 42 Jahre. Auf jeweils 100 Frauen entfielen 103,7 Männer. Bei den über 18-Jährigen entfielen auf 100 Frauen 96,9 Männer.
Das mittlere Haushaltseinkommen in Washington Township betrug 39.000 US-Dollar und das mittlere Familieneinkommen erreichte die Höhe von 49.625 US-Dollar. Das Durchschnittseinkommen der Männer betrug 33.036 US-Dollar, gegenüber 21.023 US-Dollar bei den Frauen. Das Pro-Kopf-Einkommen belief sich auf 17.675 US-Dollar. 7,9 % der Bevölkerung und 5,6 % der Familien hatten ein Einkommen unterhalb der Armutsgrenze, davon waren 13,8 % der Minderjährigen und 11,1 % der Altersgruppe 65 Jahre und mehr betroffen.